# Hipposideros einnaythu
Hipposideros einnaythu (Douangboubpha, Bumrungsri, Satasook, Soisook, Si Si Hla Bu, Aul, Harrison, Pearch, Thomas & Bates, 2011) è un pipistrello della famiglia degli Ipposideridi diffuso in Indocina.

## Descrizione

### Dimensioni
Pipistrello di piccole dimensioni, con la lunghezza della testa e del corpo tra 43,3 e 49,1 mm, la lunghezza dell'avambraccio tra 39,5 e 40,3 mm, la lunghezza della coda tra 24,7 e 28,7 mm, la lunghezza del piede tra 6,5 e 7 mm, la lunghezza delle orecchie tra 16,6 e 16,7 mm.

### Aspetto
Le parti dorsali sono marroni scure con la base dei peli più chiara, mentre le parti ventrali sono marroni. Le orecchie sono piccole e triangolari. La foglia nasale presenta una porzione anteriore grande, rotonda e con una foglietta supplementare su ogni lato, un setto nasale rigonfio e con l'estremità appuntita, una porzione posteriore alta, con il bordo superiore leggermente convesso al centro e con tre setti verticali che la dividono in quattro celle. Dietro di essa è presente una piccola massa ghiandolare. Le membrane alari sono marroni scure. La coda è lunga e si estende leggermente oltre l'ampio uropatagio. Il primo premolare superiore è piccolo e situato fuori la linea alveolare.

## Biologia

### Comportamento
Si rifugia nelle case.

### Alimentazione
Si nutre di insetti.

## Distribuzione e habitat
Questa specie è diffusa nel Myanmar meridionale, nel Tenasserim e nel Kaeng Krachan National Park, nella provincia della Thailandia peninsulare di Phetchaburi.

## Conservazione
Questa specie, essendo stata scoperta solo recentemente, non è stata sottoposta ancora a nessun criterio di conservazione.